# フェルッチオ・ランボルギーニ (レーサー)
フェルッチオ・ランボルギーニ ( Ferruccio Lamborghini, 1991年1月9日 - ) は、イタリア・ボローニャ出身のオートバイレーサー。自動車メーカー、ランボルギーニの創設者であるフェルッチオ・ランボルギーニの孫にあたる。

## 経歴
1991年、ランボルギーニ創設者のフェルッチオ・ランボルギーニの長男、トニーノ・ランボルギーニの息子として生まれる。2003年にポケバイレースを始め、翌2004年にはイタリア国内のシリーズ、Assoluti d'Italiaを制した。
その後125ccのジュニアクラス等への参戦を経て、2007年にはイタリアロードレース選手権(CIV)125ccクラスに参戦を開始、シリーズ8位を記録した。またロードレース世界選手権第13戦サンマリノGP125ccクラスのレースにワイルドカード枠で出場しグランプリデビューを果たした。さらにその後シーズン終盤の3戦にもスキルド・レーシングチームから出場の機会を得たが、いずれもノーポイントに終わった。
2008年もCIV125ccクラスに継続参戦し、シリーズ3位と成績を伸ばした。またこの年のイタリアGPにもワイルドカード参戦したが、またもノーポイントに終わった。
2009年はCIVのスーパーストック600クラスに活動の場を移した。ヤマハ・YZF-R6を駆ったランボルギーニは全6戦中3勝を収め、シリーズランキング2位に入る活躍を見せた。
翌2010年は格上のスーパースポーツ600クラスに移り、シーズン2勝を挙げてシリーズランキング3位に入った。またこの年のロードレース世界選手権第12戦サンマリノGPには、フォワード・レーシングからMoto2クラスにワイルドカード参戦し、23位で完走した。第14戦日本GP以降終盤5戦には、成績不振のルーカス・ペセックに代わりマッテオーニC.P.レーシングから参戦したが、ノーポイントに終わった。
2011年シーズンはCIVで新たに始まるMoto2クラスに、フォワード・レーシングのジュニアチームから出場する。

## ロードレース世界選手権 戦績
| シーズン | クラス | チーム                                                    | バイク            | 出走 | 優勝 | 表彰台 | PP | FL | ポイント | シリーズ順位 |
| -------- | ------ | --------------------------------------------------------- | ----------------- | ---- | ---- | ------ | -- | -- | -------- | ------------ |
| 2007年   | 125cc  | ジュニアGPレーシング・チーム スキルド・レーシング・チーム | アプリリア        | 4    | 0    | 0      | 0  | 0  | 0        | -            |
| 2008年   | 125cc  | ジュニアGPレーシング・ドリーム                            | アプリリア        | 1    | 0    | 0      | 0  | 0  | 0        | -            |
| 2010年   | Moto2  | フォワード・レーシング マッテオーニC.P.レーシング         | スッター モリワキ | 5    | 0    | 0      | 0  | 0  | 0        | -            |
| 合計     |        |                                                           |                   | 10   | 0    | 0      | 0  | 0  | 0        |              |